# Victoria Llorente
Victoria Llorente (Buenos Aires, 5 giugno 1996) è una cestista argentina.

## Carriera
Con l'Argentina ha disputato i Campionati mondiali del 2018 e tre edizioni dei Campionati americani (2015, 2019, 2021).